# Sinosaurus
Sinosaurus (nghĩa là "thằn lằn Trung Quốc") là một chi khủng long theropoda sống vào thời kỳ Jura sớm. Hóa thạch của nó được tìm thấy tại thành hệ Lufeng, tỉnh Vân Nam, Trung Quốc. Đây là một động vật ăn thịt đi bằng hai chân, với chiều dài chừng 5,6 mét (18 foot).